# Pachyminixi arechavaletae
Pachyminixi arechavaletae är en stekelart som först beskrevs av Brethes 1903.  Pachyminixi arechavaletae ingår i släktet Pachyminixi och familjen Eumenidae. Inga underarter finns listade i Catalogue of Life.